# 백사중학교
백사중학교(栢沙中學校)는 대한민국 경기도 이천시 백사면 신대리에 있는 공립 중학교이다.

## 학교 연혁
- 1978년 1월 30일 : 백사중학교 설립 인가 (9학급)
- 1978년 3월 1일 : 초대 이진필 교장 취임
- 1978년 3월 5일 : 제1회 입학(3학급 179명 입학)
- 1981년 2월 20일 : 제1회 졸업(170명 졸업) 총 170명
- 2002년 8월 26일 : 학교급식소 개관
- 2005년 7월 9일 : 강당 산수유관 신축(110평)
- 2019년 7월 31일 : 교사동 장애인용 승강기 신축
- 2021년 9월 1일 : 제21대 노광섭 교장 취임
- 2024년 1월 5일 : 제44회 졸업(49명 졸업) 총 3,365명
- 2024년 3월 4일 : 제47회 입학(2학급 45명)

## 참고 자료
- 백사중학교 - 한국교육학술정보원 학교알리미